# Anantnag
Anantnag (caixmiri: अनंतनाग, اننتناگ /Anaṁtnāg/, que vol dir "lloc de fonts i llacs") és una ciutat i municipi de l'estat de Jammu i Caixmir, capital del districte d'Anantnag. És la tercera ciutat de l'estat per superfície. La seva població (cens del 2001) era de 182.437 habitants. Inclou nombrosos temples i és considerada ciutat santa de l'hinduisme.